# Rafael Lucio Nájera
Rafael Lucio Nájera (Xalapa, 2 de septiembre de 1819 - Ciudad de México, 30 de mayo de 1886) fue un médico, científico y académico mexicano. Estudió una forma de lepra denominada lepra lepromatosa difusa, más tarde conocida como lepra de Lucio y Latapí, mientras se desempeñaba como director del Hospital de San Lázaro. Fue un miembro fundador de la Academia Nacional de Medicina de México y director de la Escuela Nacional de Medicina, en donde también impartió diversas cátedras.
Fue uno de los médicos del presidente Benito Juárez y del emperador Maximiliano I. Además, fue un coleccionista de arte, lo que le llevó a escribir una reseña de la pintura mexicana en 1864. Falleció en 1886 en Ciudad de México y fue sepultado en el Panteón del Tepeyac. Un municipio y su cabecera municipal del estado de Veracruz fueron nombrados en su honor.

## Biografía
Rafael Lucio nació el 2 de septiembre de 1819 en la ciudad de Xalapa, Veracruz, hijo de Vicente Lucio, un comerciante español radicado en México, y Gertrudis Nájera, una «criolla de Jalapa». Sin embargo, antes de cumplir dos años, su padre falleció. Tras su muerte, su madre se casó con el médico potosino Manuel Salas. Posteriormente, la familia se trasladó a San Luis Potosí, en donde Lucio se interesó en la medicina, aunque durante dos años cursó la carrera de filosofía en el Colegio Josefino Guadalupano.
En 1838, se trasladó a Ciudad de México e ingresó al Establecimiento de Ciencias Médicas. Cuatro años después, en octubre de 1842, obtuvo el título de médico, tras presentar un examen profesional. En 1843, fue nombrado director del Hospital de San Lázaro (cargo que ocupó hasta el cierre de la institución en 1862), dedicado a la reclusión de pacientes con lepra, en ese momento conocida como «mal de San Lázaro» o «elefanciasis de los griegos». En ese lugar se dedicó al estudio de la enfermedad. Para 1852, junto con Ignacio Alvarado, publicó el Opúsculo del mal de San Lázaro o elefanciasis de los griegos, en donde describió un tipo de lepra denominada «manchada», luego de observar pacientes durante varios años. Por nombramiento del gobierno fue también médico de los alumnos del Colegio Militar.
En 1845, llegó a la Escuela Nacional de Medicina como profesor adjunto. Dos años después, fue nombrado sustituto en la cátedra de medicina legal y, en 1851, ganó por oposición la de patología. Adjuntamente, impartió diversas clases, como las de química y operaciones. También en la Escuela Nacional ocupó diversos cargos administrativos y, entre 1873 y 1874, se encargó de la dirección. Según Francisco Sosa Escalante, que cita a Hilarión Frías y Soto, tras la batalla de Chapultepec se ocupó de atender a los heridos. Por estas acciones recibió una medalla de oro. Viajó a Europa en los años de 1855 y 1868. En ambas ocasiones a su retorno puso en práctica lo que había aprendido, especialmente lo relacionado con la cirugía. En octubre de 1870, durante varias semanas, hizo visitas médicas al Palacio Nacional y atendió, junto con otros médicos, al presidente Benito Juárez. El 18 de julio de 1872, acudió junto con Gabino Barreda a verlo en su lecho de muerte. El mismo día, Lucio, Barreda y Alvarado declararon muerto a Juárez y firmaron su acta de defunción.
Su relación con el emperador Maximiliano I fue muy cercana, ya que trató los padecimientos que el monarca presentaba. El emperador le otorgó la Cruz de la Imperial Orden de Guadalupe en la clase de «oficial». El 30 de mayo de 1886, con 66 años, Lucio falleció en Ciudad de México. Su cadáver fue sepultado en el Panteón del Tepeyac. En su honor se erigió una estatua en el Paseo de la Reforma, obra de Epitacio Calvo y donada por el estado de Veracruz. Sin embargo, fue robada a inicios de 2011. En Veracruz, diversas calles y colonias llevan su nombre, así como un municipio y su cabecera municipal antes llamada San Miguel el Soldado.

## Investigación de la lepra
Ladislao de la Pascua identificó por vez primera la lepra manchada en 1844, mientras se desempeñaba como director del Hospital de San Lázaro. Cuando ocupó el mismo cargo, Lucio estudió clínicamente la patología. En 1851, publicó junto con Ignacio Alvarado sus observaciones en el libro Opúsculo del mal de San Lázaro o elefanciasis de los griegos. El dúo de médicos estudió a 41 pacientes (21 hombres y 20 mujeres) con lepra difusa y 13 (seis hombres y siete mujeres) con una condición caracterizada por «manchas rojas y dolorosas en la piel». En 1889, el gobierno mexicano reeditó el libro para su exhibición en la Exposición Universal de París. Más tarde, en 1948, Latapi y Chévez Zamora identificaron la «naturaleza histopatológica del proceso» y «acuñaron el término eritema necrosante o fenómeno de Lucio». La enfermedad, que se conoce como lepra lepromatosa difusa o lepra de Lucio y Lapatí, es ocasionada por la bacteria Mycobacterium lepromatosis y se encuentra principalmente en países como México, Colombia y Brasil.

## Participación en las Academias de Medicina
Lucio también participó en la «Academia de Medicina de Mégico  [sic]» fundada en 1836 y disuelta en 1841. Más tarde, en 1851, junto con otros 26 médicos, tomó parte en la formación de la llamada «Segunda Academia de Medicina de México». De 1857 a inicios de 1858, año en que desapareció, dirigió esa insititución. En ese periodo, según Aniceto Ortega, Lucio y Gabino Barreda introdujeron la brayera (Hagenia abyssinica) en México. Además, el 31 de diciembre de 1851, presentó a la Academia las «primicias» de su Opúsculo y, posteriormente, fue uno de los defensores del uso del cloroformo. También participó en discusiones sobre el cáncer.
En febrero de 1864, se constituyó la Comisión Científica, Literaria y Artística de México en París, por órdenes de Napoleón III y con motivo de la intervención francesa. Poco después, el 30 de abril de 1864, se formó la Sección Médica de la Comisión, después independizada como la Sociedad Médica de México y luego establecida como la Academia Nacional de Medicina de México. En su fundación participaron diez franceses, diez mexicanos, un italiano y un alemán. Su conformación cobra importancia por su «continuidad después de la caída del Imperio» y porque «da cuenta del carácter conservador de la comunidad médica de ese tiempo».
En su primera reunión, que se llevó a cabo en la Casa de Moneda, Lucio fungió como tesorero. Personajes como José Ignacio Durán Segura y José María Vértiz fueron otros de los miembros fundadores. En el Periódico de la Academia de Medicina de México, antecesor de la Gaceta Médica Mexicana, Lucio escribió sobre «patología interna». En los años 1869 y 1880 ocupó la dirección de la Sociedad Médica de México y la Academia Nacional de Medicina, respectivamente. En esos periodos, buscó aumentar el número de socios y suprimir el trabajo escrito que se debía presentar. Sin embargo, esto último no lo logró. Más tarde, en 1883 publicó en la Gaceta un trabajo sobre la enfermedad de Addison. Luego de su muerte, de acuerdo con la tradición, se efectuó una velada fúnebre en la que participaron diversos miembros de la Academia.

## Coleccionista de arte
Además de médico, Lucio fue coleccionista de arte. Se interesó particularmente en la pintura novohispana. En 1864, publicó el libro Reseña histórica de la pintura mexicana en los siglos XVII y XVIII, que tuvo dos reimpresiones, en 1889 y 1953. Sin embargo, la obra apareció por vez primera en 1863 en el Boletín de la Sociedad Mexicana de Geografía y Estadística. Su colección privada fue considerada «la más valiosa» en esa época. Participó en la clasificación del depósito de cuadros existente en el convento La Encarnación. También se interesó en la pintura europea, especialmente en la española. A Baltasar de Echave Orio lo consideró el fundador de la escuela de pintura mexicana.

## Obras
- Lucio, Rafael; Alvarado, Ignacio (1852). Opúsculo sobre el mal de San Lázaro ó elefanciasis de los griegos. Ciudad de México: M. Murguía y Compañía. p. 53.
- Lucio, Rafael (1864). Reseña histórica de la pintura mexicana en los siglos XVII y XVIII. J. Abadiano.